# Lithophyllon concinna
Espèce
Lithophyllon concinna est une espèce de coraux appartenant à la famille des Fungiidae.